# Abecedarianismo
Gli abecedariani erano una setta religiosa, precursori del movimento anabattista, sorta in Germania nel corso del XVI secolo. Erano noti anche come i "profeti di Zwickau", dall'omonima cittadina da cui si propagò il loro movimento.
Il fulcro della loro dottrina era l'assoluto disdegno per qualsiasi forma di educazione e di cultura, considerata un ostacolo all'accoglimento della fede: i fedeli abecedariani osservavano perciò una totale ignoranza, spinta fino all'analfabetismo. Il nome abecedariani deriva infatti dalle prime lettere dell'alfabeto (ABC).
Erano persuasi che tutti i messaggi dei Testi Sacri potessero essere trasmessi ed interpretati dai credenti con l'aiuto dello Spirito Santo, che avrebbe concesso loro l'illuminazione e li avrebbe condotti alla conoscenza della verità. Consideravano di conseguenza la teologia una forma di idolatria.
Il gruppo fu costituito a Zwickau, contigua alla Boemia hussita, dal tessitore Nicolas Storch, dal fabbro Thomas Dreschsel e dallo studente Markus Stübner. Essi cominciarono a predicare a Wittenberg nel dicembre 1521, mentre Lutero si trovava a Wartburg, e ottennero grande successo, arrivando a colpire anche Filippo Melantone e Andrea Carlostadio. Fu la prima volta in cui Lutero trovò un'obiezione alla sua teologia sui sacramenti proveniente all'interno del movimento da lui scatenato e non dai cattolici. In ogni caso, Lutero ne trasse motivo di riflessione nella dottrina battesimale, pur dileggiandoli come "profeti celesti" in un suo violento libello nel 1525, per via anche della loro contiguità col predicatore protestante radicale Thomas Müntzer, attestatosi all'epoca come capofila della vasta insurrezione contadina in Germania. Parte della dottrina abecedariana venne inoltre assorbita e riformulata da Andrea Carlostadio.
Il culto venne infine definitivamente assorbito dagli anabattisti.